# Guillermo González Camarena

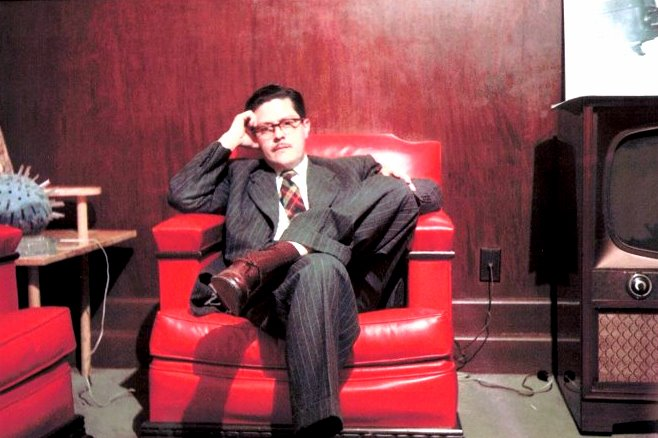
Guillermo González Camarena

Guillermo González Camarena (Guadalajara, 17 februari 1917 - Las Lajas, 18 april 1965 was een Mexicaans ingenieur. González Camarena is vooral bekend wegens zijn uitvinding van een systeem om kleurentelevisie uit te zenden.
González Camarena was geboren in Guadalajara maar verhuisde op jonge leeftijd naar Mexico-Stad. Hij studeerde af als ingenieur aan het Nationaal Polytechnisch Instituut (IPN). Hij deed zijn uitvinding in 1940, en ontving een patent in 1942. Op 8 februari 1963 presenteerde hij het eerste kleurenprogramma op de Mexicaanse televisie, paraíso infantil, op het station XHGC-TV dat hij zelf had opgericht elf jaar eerder.
González Camarena kwam om het leven bij een auto-ongeluk. Zijn systeem werd in 1979 gebruikt door de NASA op de Voyager-missie om beelden te maken en door te sturen van Jupiter.